# Gornja Greda
Gornja Greda je naseljeno mjesto u Republici Hrvatskoj u Zagrebačkoj županiji. 

## Zemljopis
Administrativno je u sastavu općine Brckovljani. Naselje se proteže na površini od 2,92 km².

## Stanovništvo
Prema popisu stanovništva iz 2001. godine u Gornjoj Gredi živi 586 stanovnika i to u 166 kućanstva. Gustoća naseljenosti iznosi 200,68 st./km².
| broj stanovnika | 87    | 85    | 114   | 139   | 118   | 123   | 120   | 123   | 108   | 116   | 202   | 272   | 268   | 321   | 586   | 625   | 562   |
|                 | 1857. | 1869. | 1880. | 1890. | 1900. | 1910. | 1921. | 1931. | 1948. | 1953. | 1961. | 1971. | 1981. | 1991. | 2001. | 2011. | 2021. |